# Drumburgh
Drumburgh è un villaggio della Cumbria, nell'Inghilterra nordoccidentale. Si trova nella parrocchia civile di Bowness nell'autorità unitaria del Cumberland.